# Saint-Pierre-le-Bost
Saint-Pierre-le-Bost är en kommun i departementet Creuse i regionen Nouvelle-Aquitaine i de centrala delarna av Frankrike. Kommunen ligger i kantonen Boussac som tillhör arrondissementet Guéret. År 2022 hade Saint-Pierre-le-Bost 119 invånare.

## Befolkningsutveckling
Antalet invånare i kommunen Saint-Pierre-le-Bost
Referens:INSEE